# Seat Arosa

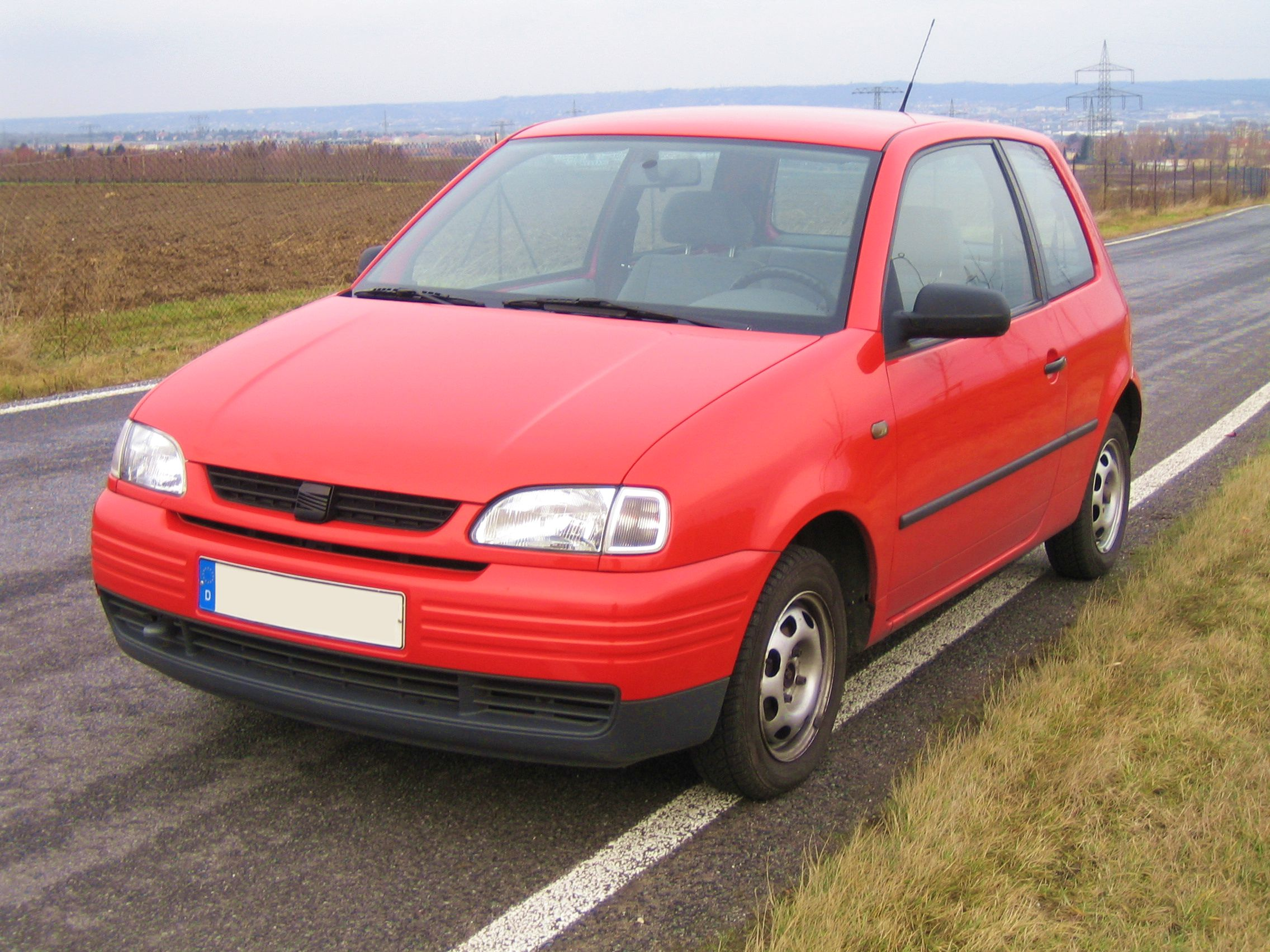
Seat Arosa 1.0.

Seat Arosa var en tredörrars småbil med halvkombikaross. Den byggdes I Tyska Wolfsburg och introducerades 1997. Den delar all väsentlig teknik och stora delar av karossen med Volkswagen Lupo. Unikt för modellen var vissa detaljer, utrustningsalternativ samt inredning och Arosa var också billigare än Lupo. Fem motorer var tillgängliga på mellan 50 och 100 hästkrafter och av dessa var två stycken dieseldrivna. År 2000 genomgick modellen en ansiktlyftning för att knyta an till övriga modeller i SEATs program. Från den svenska marknaden försvann Arosa 2003 och tillverkningen lades ner år 2004.